# Aeterni Patris Filius

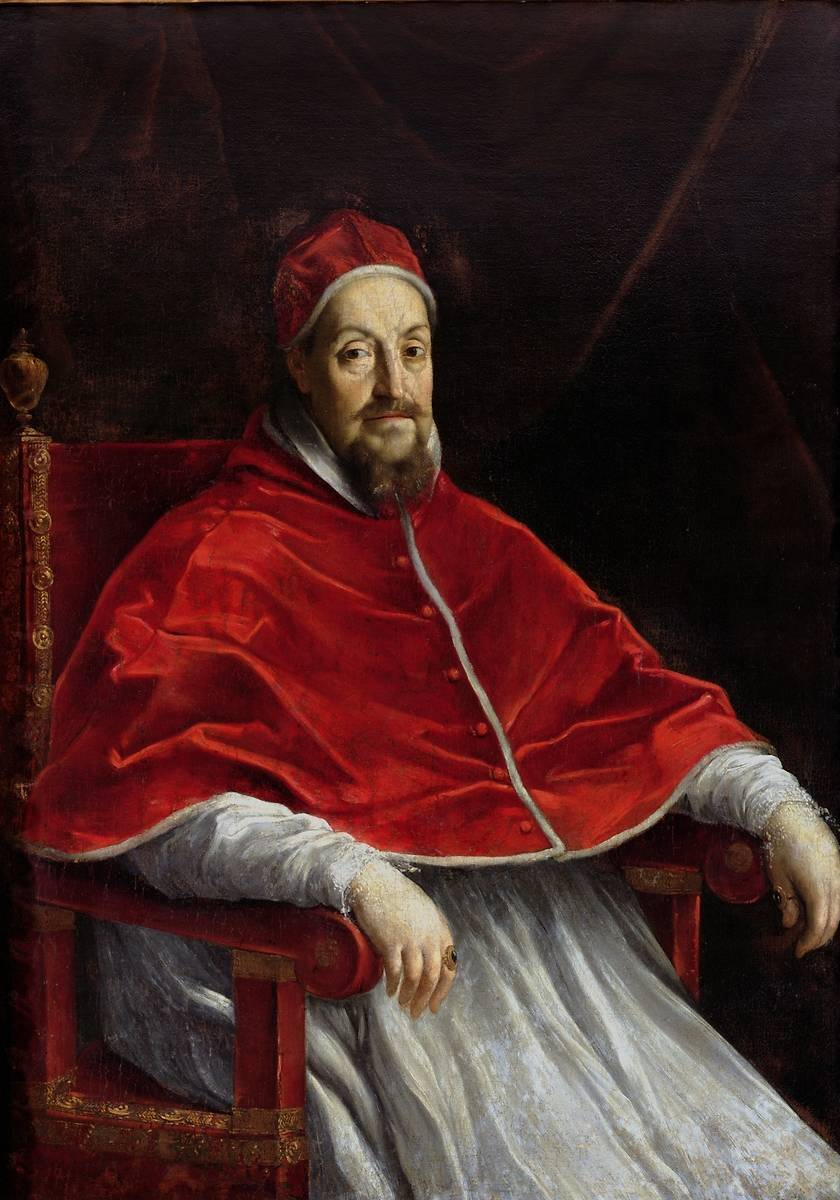
Папа Григорий XV выпустивший буллу

Aeterni Patris Filius (с лат. — «Сын Превечного Отца»), также называемый Aeterni Patris — булла, выпущенная Папой Григорием XV 15 ноября 1621 года, которая регулировала систему выборов на Конклаве. Вместе с буллой «Decet Romanum pontificem» 1622 года она сформировала каноническую базу для папских выборов до XX века. Булла привела к многочисленным реформам в системе выборов римских пап, создала структурированные правила и стремилась уменьшить влияние организованных группировок в Коллегии кардиналов во период Конклава, а также уменьшить влияние светских монархов на папские выборы. Она установила общие правила для процесса Конклава, в то время как более поздняя булла «Decet Romanum pontificem» рассматривала церемониальные аспекты папских выборов.

## Предпосылки
Реформа Конклава была темой, которой занимались большинство пап со времён Папы Юлия II, но она оказала незначительное влияние, потому что чаще всего Папа умирал, прежде чем успевал выпустить буллу, содержащую реформу. Современные источники представляют буллу «Aeterni Patris Filius» как кульминацию реформ, начатых Юлием II с его апостольской конституции «Cum Tam Divino» в 1505 году и продолженных другими Папами, но более поздние исследования ставят под сомнение, существует ли полная преемственность между различными усилиями по реформированию Конклава.
Григорий XV стремился получить широкий вклад от реформ и услышал аргументы от Роберто Беллармина и Федерико Борромео, которые выступали за прекращение избрания путём аккламации, потому что это делало невозможным определить, сколько голосов было подано, и мешало тайне на выборах. Были предложены другие более радикальные реформы, в том числе план, где Конклав будет проходить перед телом покойного папы, и только шесть лучших кандидатах из первого тура могли быть избраны в ходе будущих проверок правильности подсчёта избирательных бюллетеней, при этом последующий кандидат отбрасывался каждый день, если Папа не был избран. В то время как этот план имел преимущество в том, что в этом случае Конклав длился не более недели, Григорий XV, в конечном итоге, отверг его как слишком радикальный.

## Реформы
Григорий XV установил правило, согласно которому, чтобы выиграть выборы путём тщательной проверки правильности подсчёта избирательных бюллетеней, кандидат должен обеспечить себе две трети голосов выборщиков на Конклаве путём тайного голосования. Эта реформа уменьшила власть лидеров отдельных группировок на Конклаве и разозлила многих католических монархов.
Григорий XV не отменил избрание путём аккламации, как того хотели Беллармин и Борромео, но он сделал это невозможным без предварительного тайного голосования, а правила, изложенные в булле, предусматривали избрание путём тайного голосования. Перед тем, как отдать свои голоса, кардиналы должны были принести присягу и дать клятву голосовать за человека, которого они считали достойным папства, и написать свой выбор на листках бумаги со словами: «Я выбираю в качестве верховного понтифика моего владыку кардинала...». Эти клятвы предназначались для того, чтобы кардиналы не могли голосовать за своих друзей или подавать шуточные бюллетени, в то время как формулировки бумажных бюллетеней устанавливали ожидание того, что следующий Папа будет кардиналом, хотя «Aeterni Patris Filius» прямо не запрещала выборщикам голосовать за лица, которые не были членами Коллегии кардиналов..
Эти реформы вместе с буллой Григория XV «Decet Romanum pontificem» 1622 года легли в основу папских выборов до XX века, когда каждый Папа, кроме Бенедикта XV и Иоанна Павла I, вносили изменения в правила, регулирующие папские выборы.